# Голуб
Го́луб (Columba) — рід голубоподібних птахів родини голубових (Columbidae). Представники цього роду мешкають в Африці, Євразії і Австралазії, однак деякі види, зокрема сизі голуби, булі інтродуковані за межі їх природного ареалу, наприклад, в Америку. В Україні мешкають три види голубів: сизі голуби (Columba livia), голуби-синяки (Columba oenas) і припутні (Columba palumbus).

## Опис
Голуби — птахи середнього розміру, їх середня довжина становить від 25 до 45 см, розмах крил 65-68 см, вага 122-690 г. Вони мають переважно сизе, сіре або коричневе забарвлення, у багатьох видів є помітні плями на шиї, які можуть мати металевий відблиск. Голуби відрізняються від своїх найближчих родичів — горлиць більшими розмірами, коротшим хвостом і лапами, опереними у верхній передній частині. Голуби зазвичай живуть парами, за пташенятами доглядають і самиці, і самці. В кладці 2 яйця (у деяких видів лише 1).

## Таксономія і систематика
Рід Columba був введений шведським натуралістом Карлом Ліннеєм у 1758 році в десятому виданні його праці «Systema Naturae». У 1825 році ірландський зоолог Ніколас Вігорс визначив типовим видом сизого голуба.
За результатами молекулярно-філогенетичного дослідження американських голубів, яких раніше відносили до роду Columba, було переведено до відновленого роду Patagioenas. Дослідження показало, що американські голуби є базальними в кладі, що включає голубів (Columba) і горлиць (Streptopelia). Голуби разом з горлицями, а також з кількома іншими видами, яких відносять до окремих родів Nesoenas і Stigmatopelia є основими представниками родини в помірній зоні Євразії, хоча також зустрічаються в тропічних регіонах. Таксономічний статус деяких африканських видів голубів, яких наразі відносять до Columba, є невизначеним і потребує подальших генетичних досліджень. Вони є меншими за звичайних голубів і  вирізняються за деякими іншими ознаками. Деякі дослідники пропонують виділити їх у окремий рід Aplopelia. Генетичні дослідження показують, що вони віддалилися від решти голубів у пізньому міоцені, приблизно 7-8 мільйонів років тому.

## Види
Рід містить 35 видів, включно з двома вимерлими:
- Голуб сизий (Columba livia)
- Голуб скельний (Columba rupestris)
- Голуб білоспинний (Columba leuconota)
- Голуб цяткований (Columba guinea)
- Голуб ефіопський (Columba albitorques)
- Голуб-синяк (Columba oenas)
- Голуб бурий (Columba eversmanni)
- Голуб сомалійський (Columba oliviae)
- Припутень (Columba palumbus)
- Голуб мадерійський (Columba trocaz)
- Голуб канарський (Columba bollii)
- Голуб лавровий (Columba junoniae)
- Голуб конголезький (Columba unicincta)
- Голуб жовтоокий (Columba arquatrix)
- Голуб камерунський (Columba sjostedti)
- Голуб каштанововолий (Columba thomensis)
- Голуб коморський (Columba pollenii)
- Голуб гімалайський (Columba hodgsonii)
- Голуб строкатоголовий (Columba albinucha)
- Голуб непальський (Columba pulchricollis)
- Голуб нільгірійський (Columba elphinstonii)
- Голуб цейлонський (Columba torringtoniae)
- Голуб світлоголовий (Columba punicea)
- Голуб сріблястий (Columba argentina)
- Голуб сивоголовий (Columba palumboides)
- Голуб чорний (Columba janthina)
- †Голуб бонінський (Columba versicolor)
- †Голуб сріблястокрилий (Columba jouyi)
- Голуб білогорлий (Columba vitiensis)
- Голуб білоголовий (Columba leucomela)
- Голуб жовтоногий (Columba pallidiceps)
- Голуб сіроголовий (Columba delegorguei)
- Голуб райдужний (Columba iriditorques)
- Голуб сан-томейський (Columba malherbii)
- Голуб білощокий (Columba larvata)

Відомо також кілька викопних видів голубів, зокрема Columba thiriouxi з острова Маврикій і Columba melitensis з Мальти.

## Етимологія
Наукова назва роду Columba походить від слова лат. columbus — голуб, вжитого у жіночому роді. Слово columbus, в свою чергу, є латинізацією слова дав.-гр. κόλυμβος — нирець, той, хто занурюється (від слова дав.-гр. κολυμβάω — пірнати з головою, плисти. Жіночу форму слова κόλυμβος, κολυμβίς, використовував Арістофан на позначення сизих голубів, імовірно, через їх "пірнаючий" стиль польоту.

## Галерея

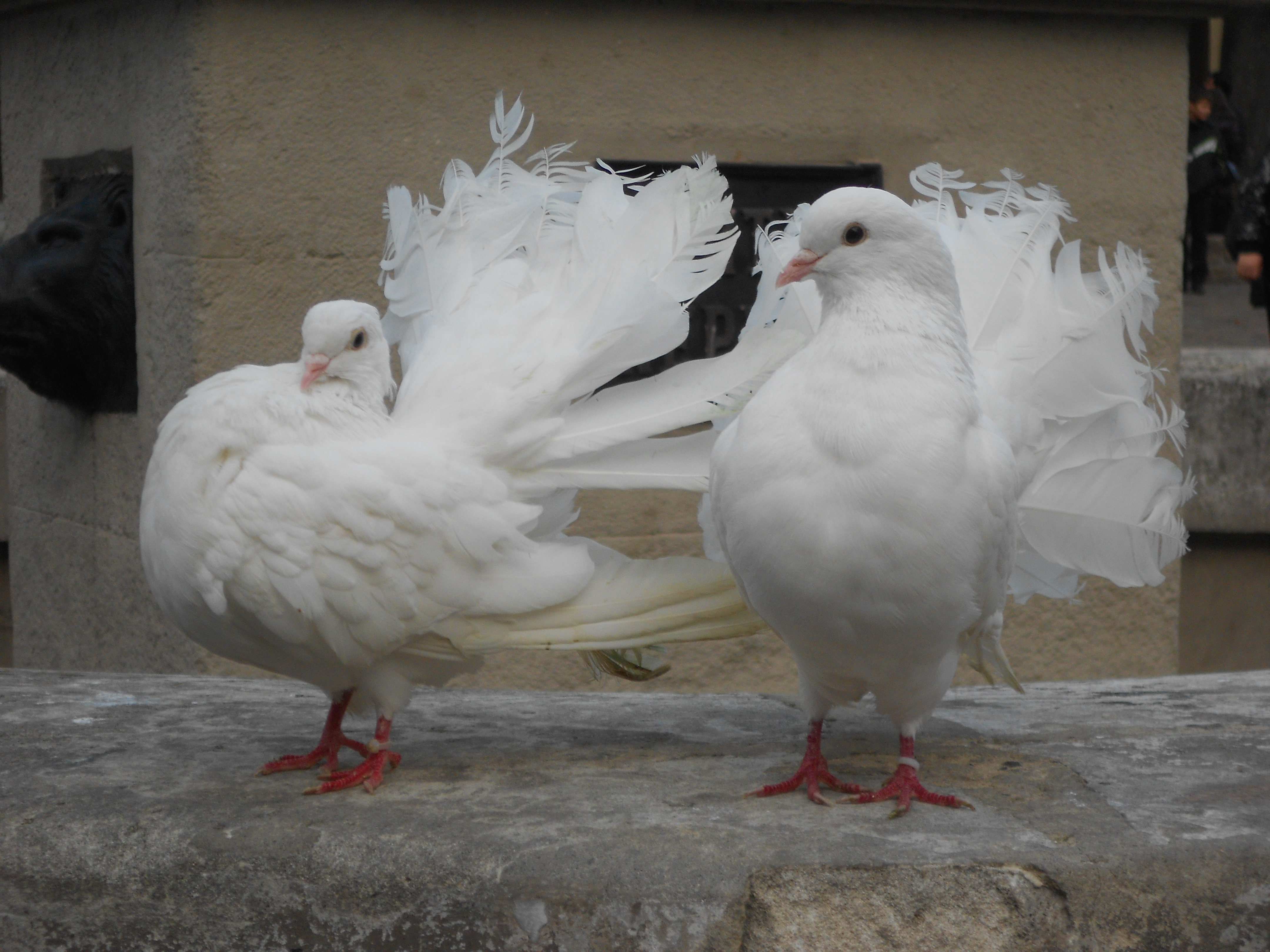
Пара білих голубів (одомашнені сизі голуби) на площі у Львові
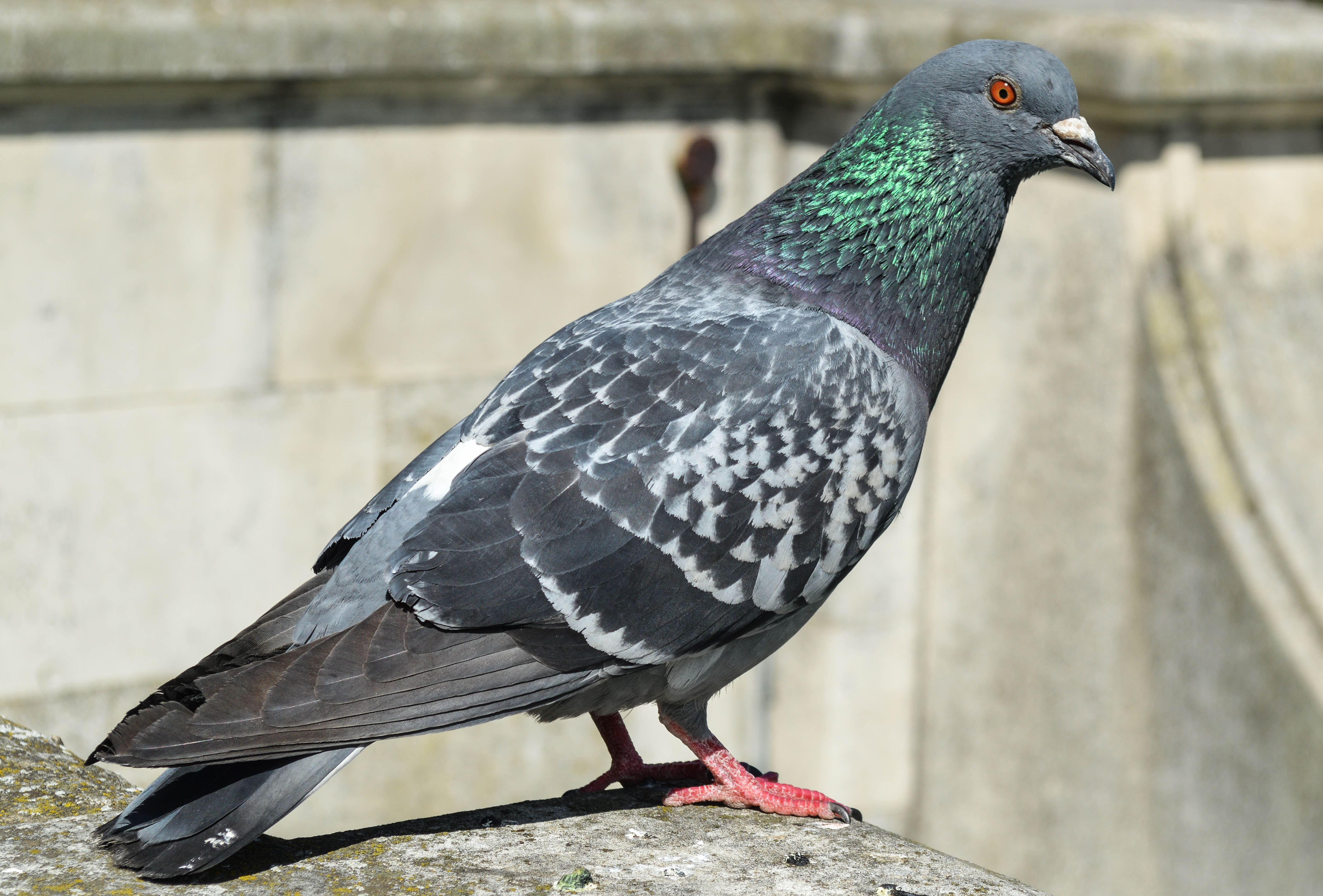
Сизий голуб (Лондон)
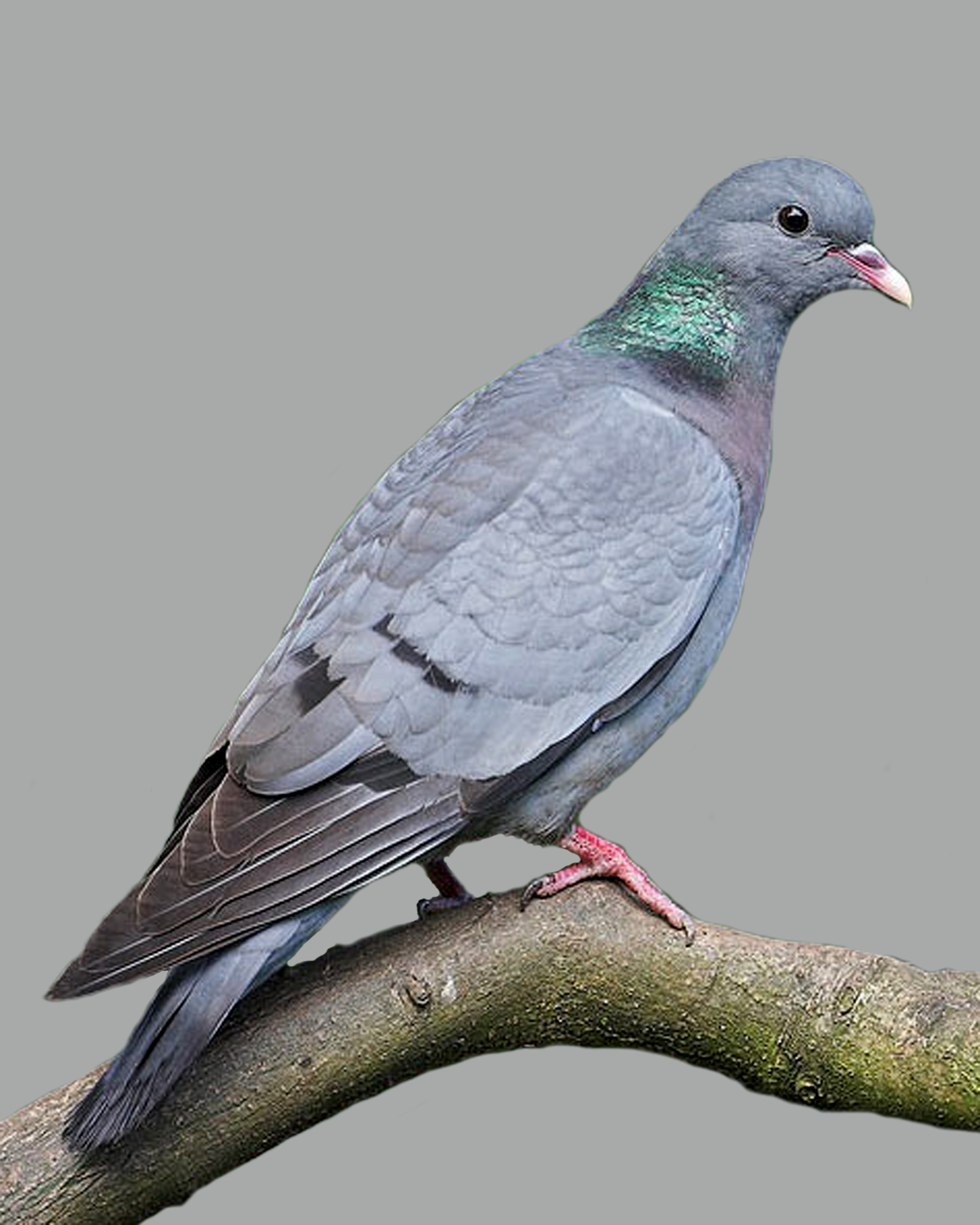
Голуб-синяк
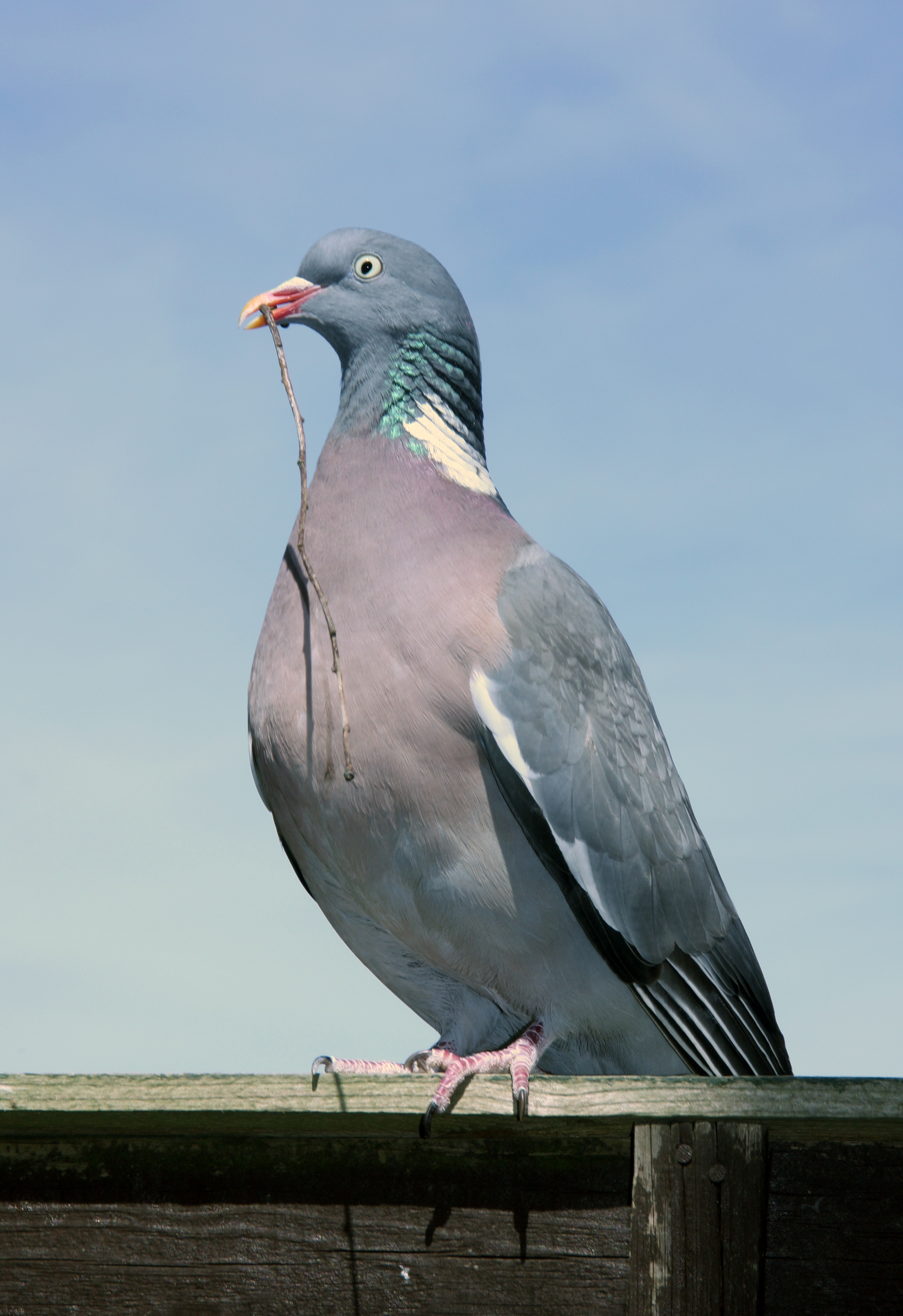
Припутень